# Blake Comeau
Blake Comeau (né le 19 février 1986 à Meadow Lake, dans la province de la Saskatchewan au Canada) est un joueur professionnel canadien de hockey sur glace. Il évolue au poste d'ailier.

## Carrière
Il débuta au niveau junior en 2001 avec les Rockets de Kelowna de la Ligue de hockey de l'Ouest. Après une deuxième participation à la Coupe Memorial avec ces derniers, Comeau se voit, à l'été 2004 être réclamé lors du repêchage annuel de la Ligue nationale de hockey par les Islanders de New York qui font de lui leur choix du deuxième tour.
L'attaquant retourne pour les deux saisons suivantes avec les Rockets, accèdant une deuxième fois au tournoi de la coupe Memorial en 2005 et se voyant invité en 2006 à rejoindre la formation qui représente le Canada au championnat du monde junior.
Il fait ses débuts professionnels au printemps de cette même saison, rejoignant pour les séries éliminatoires, le club affilié aux Islanders dans la Ligue américaine de hockey, soit les Sound Tigers de Bridgeport. Il fait ses premiers pas dans la LNH dès la saison suivante. Il joua 261 matchs avec les Islanders de New York. Durant la campagne 2011-2012, il fut placé au ballotage, ne s'étant pas affiché sur la feuille de pointage en 16 rencontres. Il fut réclamé par les Flames de Calgary le 25 novembre 2011.
Après une saison et demie avec les Flames, il quitte pour les Blue Jackets de Columbus. Puis, le 1er juillet 2014, il signe à titre d'agent libre avec les Penguins de Pittsburgh.
Le 1er juillet 2015, il signe avec les Avalanche du Colorado  pour un salaire annuel de 2,7 millions de dollars.

## Statistiques

### Statistiques en club
| Saison     | Équipe                     | Ligue       |     | Saison régulière | Saison régulière | Saison régulière | Saison régulière | Saison régulière |   | Séries éliminatoires | Séries éliminatoires | Séries éliminatoires | Séries éliminatoires | Séries éliminatoires |
| Saison     | Équipe                     | Ligue       | PJ  | B                | A                | Pts              | Pun              | PJ               | B | A                    | Pts                  | Pun                  |                      |                      |
| 2001-2002  | Rockets de Kelowna         | LHOu        | 3   | 0                | 0                | 0                | 4                | -                | - | -                    | -                    | -                    |                      |                      |
| 2002-2003  | Rockets de Kelowna         | LHOu        | 54  | 5                | 18               | 23               | 77               | 19               | 2 | 1                    | 3                    | 20                   |                      |                      |
| 2003-2004  | Rockets de Kelowna         | LHOu        | 71  | 10               | 23               | 33               | 123              | 17               | 4 | 2                    | 6                    | 23                   |                      |                      |
| 2004       | Rockets de Kelowna         | C. Memorial | -   | -                | -                | -                | -                | 4                | 0 | 0                    | 0                    | 6                    |                      |                      |
| 2004-2005  | Rockets de Kelowna         | LHOu        | 65  | 24               | 23               | 47               | 108              | 24               | 6 | 12                   | 18                   | 34                   |                      |                      |
| 2005       | Rockets de Kelowna         | C. Memorial | -   | -                | -                | -                | -                | 3                | 3 | 0                    | 3                    | 10                   |                      |                      |
| 2005-2006  | Rockets de Kelowna         | LHOu        | 60  | 21               | 53               | 74               | 85               | 12               | 4 | 9                    | 13                   | 22                   |                      |                      |
| 2005-2006  | Sound Tigers de Bridgeport | LAH         | -   | -                | -                | -                | -                | 7                | 0 | 3                    | 3                    | 0                    |                      |                      |
| 2006-2007  | Sound Tigers de Bridgeport | LAH         | 61  | 12               | 31               | 43               | 46               | -                | - | -                    | -                    | -                    |                      |                      |
| 2006-2007  | Islanders de New York      | LNH         | 3   | 0                | 0                | 0                | 0                | -                | - | -                    | -                    | -                    |                      |                      |
| 2007-2008  | Sound Tigers de Bridgeport | LAH         | 31  | 4                | 15               | 19               | 30               | -                | - | -                    | -                    | -                    |                      |                      |
| 2007-2008  | Islanders de New York      | LNH         | 51  | 8                | 7                | 15               | 22               | -                | - | -                    | -                    | -                    |                      |                      |
| 2008-2009  | Islanders de New York      | LNH         | 53  | 7                | 18               | 25               | 32               | -                | - | -                    | -                    | -                    |                      |                      |
| 2008-2009  | Sound Tigers de Bridgeport | LAH         | 19  | 4                | 15               | 19               | 22               | 2                | 0 | 0                    | 0                    | 0                    |                      |                      |
| 2009-2010  | Islanders de New York      | LNH         | 61  | 17               | 18               | 35               | 40               | -                | - | -                    | -                    | -                    |                      |                      |
| 2010-2011  | Islanders de New York      | LNH         | 77  | 24               | 22               | 46               | 43               | -                | - | -                    | -                    | -                    |                      |                      |
| 2011-2012  | Islanders de New York      | LNH         | 16  | 0                | 0                | 0                | 6                | -                | - | -                    | -                    | -                    |                      |                      |
| 2011-2012  | Flames de Calgary          | LNH         | 58  | 5                | 10               | 15               | 24               | -                | - | -                    | -                    | -                    |                      |                      |
| 2012-2013  | Flames de Calgary          | LNH         | 33  | 4                | 3                | 7                | 14               | -                | - | -                    | -                    | -                    |                      |                      |
| 2012-2013  | Blue Jackets de Columbus   | LNH         | 9   | 2                | 3                | 5                | 6                | -                | - | -                    | -                    | -                    |                      |                      |
| 2013-2014  | Blue Jackets de Columbus   | LNH         | 61  | 5                | 11               | 16               | 36               | 6                | 0 | 0                    | 0                    | 10                   |                      |                      |
| 2014-2015  | Penguins de Pittsburgh     | LNH         | 61  | 16               | 15               | 31               | 65               | 5                | 1 | 0                    | 1                    | 8                    |                      |                      |
| 2015-2016  | Avalanche du Colorado      | LNH         | 81  | 12               | 24               | 36               | 58               | -                | - | -                    | -                    | -                    |                      |                      |
| 2016-2017  | Avalanche du Colorado      | LNH         | 77  | 8                | 12               | 20               | 58               | -                | - | -                    | -                    | -                    |                      |                      |
| 2017-2018  | Avalanche du Colorado      | LNH         | 79  | 13               | 21               | 34               | 50               | 6                | 2 | 0                    | 2                    | 2                    |                      |                      |
| 2018-2019  | Stars de Dallas            | LNH         | 77  | 7                | 11               | 18               | 42               | 13               | 1 | 1                    | 2                    | 16                   |                      |                      |
| 2019-2020  | Stars de Dallas            | LNH         | 55  | 8                | 8                | 16               | 36               | 23               | 2 | 5                    | 7                    | 30                   |                      |                      |
| 2020-2021  | Stars de Dallas            | LNH         | 51  | 4                | 10               | 14               | 37               | -                | - | -                    | -                    | -                    |                      |                      |
| 2021-2022  | Stars de Dallas            | LNH         | 6   | 1                | 0                | 1                | 4                | -                | - | -                    | -                    | -                    |                      |                      |
| Totaux LNH | Totaux LNH                 | Totaux LNH  | 909 | 141              | 193              | 334              | 573              | 53               | 6 | 6                    | 12                   | 66                   |                      |                      |

### Statistiques en équipe nationale
| Année | Équipe     | Compétition                 |   | PJ | B | A | Pts | Pun           |  | Résultat |
| 2006  | Canada U20 | Championnat du monde junior | 6 | 3  | 4 | 7 | 8   | Médaille d'or |  |          |

## Honneurs et trophées

### Ligue de hockey de l'Ouest
- 2005-2006 : membre de la première équipe d'étoiles de l'ouest

## Transaction en carrière
- 2004 : Repêché par les Islanders de New York (2e choix de l'équipe, 47e au total)